# Los Chiripitifláuticos
Los Chiripitifláuticos va ser un programa infantil de gran èxit de Televisió Espanyola que s'emetia a les tardes durant les darreries de la dècada de 1960 i el començament de la dècada de 1970.
Al principi Los Chiripitifláuticos estaven inclosos al programa per a nens Antena Infantil, però, a causa de l'èxit obtingut, aviat van passar a tenir el seu propi programa. Entre els seus personatges hi havia Locomotoro, el Capitán Tan, Valentina, el Tío Aquiles i els Hermanos Malasombra. El 1970, quan van passar a tenir programa propi, Locomotoro va desaparèixer i se'ls van unir el pallasso Poquito, Filetto Capocómico i el nen Barullo.
Va ser el més gran èxit televisiu infantil a Espanya fins a l'arribada, a començaments de la decada de 1970, de Los Payasos de la Tele.

## Personatges
- Locomotoro conductor de todo menos del codo, un simpàtic paletillo amb boina, encara que en realitat anava vestit de maquinista ferroviari, dels de les locomotores de vapor, interpretat per Paquito Cano. A vegades apareixia amb un pistolot enorme anomenat «la Parapapeapún», inclinava el seu cos cap endavant amb els peus fixos en el terra, i les seves frases més conegudes eren «que se me mueven los mofleeetes» (que deia quan estava content) o «borra eso» (quan s'equivocava i se n'adonava), hola «amigüitos» (saludant), «todos para uno (per a ell mateix) y uno para todos» (repartint caramels); «uno para ti uno para mí, uno para ti dos para mí, uno para ti tres para mí…» (també repartint alguna altra cosa). Saludava: «Buenas tardes tardes». També doblegava el dit polze i picant l'ullet deia «soy más pirindolo…».[3]

- Valentina dulce y fina como una sardina (o mandarina), sempre proveïda d'unes grans ulleres, interpretada per María del Carmen Goñi, era la més intel·ligent, l'assenyada i la setciències del grup. Saludava: «Hola, señores chicos».[4]
- El Capitán Tan es tan capitán que parece un rataplan., amb el seu inseparable salacot d'explorador i la seva samarreta a ratlles, era interpretat per Félix Casas. Sempre que trobava l'ocasió, contava els seus viatges amb la següent frase: «En mis viajes por todo lo largo y ancho de este mundo».[cal citació]
- El tío Aquiles con sobrinos a miles, un simpàtic ancià vestit de tirolès, interpretat per Miguel Armario Bosch, representava el seny i la prudència i era l'encarregat de posar fre a les extravagàncies de la resta de personatges.[cal citació]
- Los hermanos Malasombra, interpretats per Luis González Páramo i Carlos Meneguini, eren dos pistolers que anaven vestits de negre, però quan es convertien en els germans Buenasombra els seus vestits eren blancs.[cal citació]
- Don Mandolio, interpretat per Alfonso del Real, era un senyor vestit de negre amo del Circo de don Mandolio que volia domar Leocadius i que tractava malament el pallasso Poquito.[cal citació]
- Barullo: interpretat per José Santiago Martínez, era el més petit i estava interpretat per un nen negre a qui tothom estimava.
- Poquito, interpretat per Nicolás Romero, era un pallasso.[cal citació]
- Filetto Capocómico, interpretat per Roberto Mosca, era un personatge vestit amb túnica romana, corona de llorer i lira, amant de l'òpera. L'acompanyava un lleó de peluix anomenat Leocadius Augustus Tremebundus.[cal citació]

## Cançons
Los Chiripitifláuticos van popularitzar una sèrie de cançons, que van aconseguir un gran èxit entre la mainada de les dècades de 1960 i 1970. En destaquen El barquito chiquitito, Los hermanos malasombra, La vaca Paca, Si quieres ser Capitán i El Reino del Revés, interpretades, respectivament, per tots els Chiripitifláuticos, els Hermanos Malasombra, Locomotoro, El Capitán Tan i Valentina.